# Рихард Круспе
Рихард Цвен Круспе (на немски: Richard Zven Kruspe), роден като Цвен Круспе е немски музикант, известен с участието си като соло китарист в индъстриъл метъл групата „Рамщайн“, като освен това е и един от създателите ѝ.
По време на брака си с Карол Бернщайн, който продължава пет години приема нейното име, но когато през 2004 г. се разделят и окончателно разводът им е завършен в края на 2006 г. връща името си обратно на Круспе.

## Биография
Рихард е роден във Витенберг, Източна Германия. Като малък е живял с родителите си, има по-голям брат и две сестри. Майка му и баща му се развеждат, когато той е още дете, майка му се омъжва повторно, но Рихард не се задържа дълго при втория си баща. Премества се в село Вайзен, като юноша.
Истинското му име е Цвен, но борейки се за правата сам да избереш името си, избира Рихард. И оттам инициалите му са RZK (Richard Zven Kruspe).
Като дете е голям фен на рок групата Кис. За него Кис са символ на капитализма в най-чистия му вид. Както много други деца, и Рихард драска името на кумирите си по тетрадки и чинове. По това време е можело да те изключат от училище за нещо такова. 12-годишен той има постер на Кис, залепен на стената в стаята му, вторият му баща обаче го свалил и скъсал на парчета, след което малкият Рихард стоял буден цяла нощ, за да възстанови постера си.
На 16 години Круспе заедно с приятели посещава република Чехословакия, откъдето си купува китара. Първоначално мислел да я продаде, тъй като имала висока цена и мислел, че ще изкара добри пари от такава сделка. Когато се върнал в Източна Германия по време на един лагер, момиче го помолило да посвири на нея. Той и казал, че не може да свири, но тя продължавала да настоява и Рихард раздразнен започнал да дрънчи по струните. „Колкото по здраво свирех“, казва Круспе, „Толкова по впечатлена ставаше тя. Нещо щракна в главата ми и разбрах, че момичетата си падат по момчета свирещи на китари.“ Това го кара да се заинтересува повече от китарата си, и в резултат, в следващите две години той свири всеки ден и нощ.
На 10 октомври 1989 г., преди да падне Берлинската стена, той е вървял през подлеза, и когато се качва по стълбите и стига до улицата, се озовава на политически протест. Тогава го удрят по главата и го арестуват, само защото е бил там и е лежал в затвора шест дни. Когато излиза от там, решава да се премести от Източна в Западна Германия, но когато Берлинската стена пада, той се връща отново в Берлин.
Рамщайн се сформира през 1994, когато Richard е живял с Оливер Ридел и Кристоф Шнайдер, и е търсил нова група, с която е искал да създаде нов стил музика. Тогава той изоставя групата си Orgasm Death Gimmick.
През 1999 г. той се жени за южно-африканската актриса Карон Бернщайн. Церемонията е еврейска, а Ричард композира музиката за нея. След сватбата им той се прекръства на Рихард Цвен Круспе-Бернщайн, а някъде през 2001 г. се премества да живее в Ню Йорк, за да може да е по-близо до Карон. Развеждат се през 2004 г. Името му отново е Круспе, а през 2011 г. се мести отново в Берлин, защото (цитирам): „Не е правилното решение за следващата част от живота ми“.
Като по-млад е бил шампион по борба, понякога изпитва сценична треска. Написал е текста към „Engel“, както и на редица други песни, част от музикалната му кариера.

## Раждането на Рамщайн
Виж Рамщайн

## Външни препртаки
- Официалния уебсайт на Rammstein (Англ.)
- Официалния уебсайт на Rammstein (Немски език)
- уебсайт на Emigrate (Англ.) Архив на оригинала от 2016-03-04 в Wayback Machine.
- Официалния уебсайт на Emigrate (Немски език) Архив на оригинала от 2007-02-09 в Wayback Machine.
- Сайт с интервюта с Рамщайн Архив на оригинала от 2006-11-14 в Wayback Machine.
- Rammstein Фен сайт (Англ.)[неработеща препратка]
- Russian Emigrate FanSite